# (5616) Vogtland
(5616) Vogtland est un astéroïde de la ceinture principale.

## Description
(5616) Vogtland est un astéroïde de la ceinture principale. Il fut découvert le 29 septembre 1987 à Tautenburg par Freimut Börngen. Il présente une orbite caractérisée par un demi-grand axe de 2,63 UA, une excentricité de 0,20 et une inclinaison de 3,2° par rapport à l'écliptique.

## Compléments